# Седрик Соареш
Седрик Соареш (на португалски: Cédric Soares) е португалски футболист, защитник на бразилския Сао Пауло.

## Кариера

### Спортинг Лисабон
Соареш е роден в Зинген, Баден-Вюртемберг, Германия в семейството на португалски имигранти. Завръща се в родината си на 2-годишна възраст. Той се присъединява към академията на Спортинг Лисабон през 1999 г.
Соареш прави дебюта си в Лига Сагреш с първия отбор на 8 май 2011 г., започвайки титуляр в домакинската загуба с 0:1 срещу Витория Сетубал. За сезон 2011/12 той, заедно със съотборника си Адриен Силва, е преотстъпен в Академика (Коимбра), където играе редовно и печели Купата на Португалия.
Впоследствие, Соареш се връща в лисабонския отбор, като през следващите няколко години е първи избор при няколко треньора. Той вкарва първия си гол в португалското първенство на 15 декември 2012 г. срещу Насионал Мадейра.

### Саутхямптън
На 18 юни 2015 г. Соареш е обявен за второ лято попълнение на Саутхямптън с 4-годишен договор, като английският клуб заплаща до 6,5 милиона евро. Той прави дебюта си на 30 юли, играейки пълни 90 минути при 3:0 победа над Витес от третия квалификационен кръг на Лига Европа. Десет дни по-късно той дебютира в Премиършип, като асистира за гол на Грациано Пеле в равенството 2:2 срещу Нюкасъл Юнайтед, преди да бъде заменен от Кучо Мартина.
Соареш вкарва първия си гол за Саутхямптън на 18 март 2018 г., побеждавайки с 2:0 Уигън Атлетик в шестия кръг от ФА къп, първият мач при новия мениджър Марк Хюз.

### Интер
На 25 януари 2019 г. преминава под наем в Интер Милано до юни 2019 г. с опция за закупуване.

### ФК Арсенал
На 31 януари 2020 г. преминава под наем във ФК Арсенал до юни 2020 г. с опция за закупуване

## Национален отбор
Седрик Соареш е избран от треньора Фернандо Сантош за неговия отбор на Евро 2016. Първият му мач в турнира се състои на 25 юни, когато той започва титуляр заедно със съотборника си от Саутхямптън Жозе Фонте в елиминациите срещу Хърватия (победа 1:0 след продължения). Той продължава да е титуляр до финала, спечелен срещу домакините от Франция.
Соареш вкарва първия си гол за страната си на 17 юни 2017 г., като в 86-а минута прави 2:2 срещу Мексико в Купата на Конфедерациите 2017 в Русия. През май 2018 г. е част от португалския отбор за Световното първенство в Русия.

## Отличия

### Отборни
Спортинг Лисабон
- Купа на Португалия: 2015

Академика Коимбра
- Купа на Португалия: 2012

### Международни
Португалия
- Европейско първенство по футбол: 2016

### Ордени
- Носител на Орден за заслуги на Португалия[16]